# Nazelles-Négron
Nazelles-Négron è un comune francese di 3 601 abitanti situato nel dipartimento dell'Indre e Loira nella regione del Centro-Valle della Loira.

## Storia

### Simboli
Lo stemma di Nazelles-Négron è stato adottato nel 1978.

## Società

### Evoluzione demografica
Abitanti censiti